# Схватка со львами (фильм)
«Схватка со львами» (англ. Lie Down With Lions) — кинофильм. Экранизация произведения, автор которого — Кен Фоллетт.

## Сюжет
Доктор Питер Хьюсак знакомит свою подругу, медсестру Кейт, с Джеком Карвером — и те влюбляются друг в друга. Но когда Кейт узнаёт, что Джек — агент ЦРУ, она оставляет его и выходит замуж за Хьюсака. Вместе они едут с благотворительной миссией в зону военных действий в Нагорном Карабахе. Вскоре Кейт выясняет, что её муж сотрудничает с КГБ. Она уходит от него и просит Карвера помочь ей и её ребёнку вернуться домой.

## В ролях
- Тимоти Далтон — Джек Карвер
- Марг Хелгенбергер — Кейт Нессен
- Найджел Хэверс — Питер Хьюсак
- Омар Шариф — Сафар Хан
- Пол Фримен — Дюбуа
- Рон Донахи — Келли